# Brandýs nad Orlicí
Brandýs nad Orlicí (Duits: Brandeis an der Adler) is een Tsjechische stad in de regio Pardubice, en maakt deel uit van het district Ústí nad Orlicí.
Brandýs nad Orlicí telt 1434 inwoners (2006).
Brandýs nad Orlicí heeft een spoorwegstation aan spoorlijn 010, die van Praag naar het oosten loopt. Het station, station Brandýs nad Orlicí, ligt aan de zuidkant van de stad.
Albrechtice ·
Anenská Studánka ·
Běstovice ·
Bošín ·
Brandýs nad Orlicí ·
Bučina ·
Bystřec ·
Cotkytle ·
Čenkovice ·
Červená Voda ·
Česká Rybná ·
Česká Třebová ·
České Heřmanice ·
České Libchavy ·
České Petrovice ·
Damníkov ·
Dlouhá Třebová ·
Dlouhoňovice ·
Dobříkov ·
Dolní Čermná ·
Dolní Dobrouč ·
Dolní Morava ·
Džbánov ·
Hejnice ·
Helvíkovice ·
Hnátnice ·
Horní Čermná ·
Horní Heřmanice ·
Horní Třešňovec ·
Hrádek ·
Hrušová ·
Choceň ·
Jablonné nad Orlicí ·
Jamné nad Orlicí ·
Javorník ·
Jehnědí ·
Kameničná ·
Klášterec nad Orlicí ·
Koldín ·
Kosořín ·
Králíky ·
Krasíkov ·
Kunvald ·
Lanškroun ·
Leština ·
Letohrad ·
Libecina ·
Libchavy ·
Lichkov ·
Líšnice ·
Lubník ·
Lukavice ·
Luková ·
Mistrovice ·
Mladkov ·
Mostek ·
Nasavrky ·
Nekoř ·
Nové Hrady ·
Orlické Podhůří ·
Orličky ·
Ostrov ·
Oucmanice ·
Pastviny ·
Petrovice ·
Písečná ·
Plchovice ·
Podlesí ·
Přívrat ·
Pustina ·
Radhošť ·
Rudoltice ·
Rybník ·
Řepníky ·
Řetová ·
Řetůvka ·
Sázava ·
Seč ·
Semanín ·
Skořenice ·
Slatina ·
Sobkovice ·
Sopotnice ·
Sruby ·
Stradouň ·
Strážná ·
Studené ·
Sudislav nad Orlicí ·
Sudslava ·
Svatý Jiří ·
Šedivec ·
Tatenice ·
Těchonín ·
Tisová ·
Trpík ·
Třebovice ·
Týnišťko ·
Újezd u Chocně ·
Ústí nad Orlicí ·
Velká Skrovnice ·
Verměřovice ·
Vinary ·
Voděrady ·
Vraclav ·
Vračovice-Orlov ·
Výprachtice ·
Vysoké Mýto ·
Zádolí ·
Záchlumí ·
Zálší ·
Zámrsk ·
Zářecká Lhota ·
Žamberk ·
Žampach ·
Žichlínek